# SING뉘퇀
SING뉘퇀(중국어: SING女团)은 중화인민공화국의 걸그룹이다. 차이사(蔡莎) 등 10명이 설립했다. 청춘의 고백으로 데뷔했다. 대표작은 청춘의 고백, 지밍웨 등이 있다.

## 멤버
현재 친위, 볜리, 린후이, 장선 (가수), 라이메이윈, 쉬스인, 천리 (가수), 우야오가 있다.
대장
| 대   | 대장         | 당선            | 퇴임            |
| 초대 | 차이사(蔡莎) | 2015년 8월 10일 | 미상            |
| 2대  | 라이메이윈   | 미상            | 2017년 10월 5일 |
| 3대  | 친위         | 2017년 10월 5일 | 2018년 현재     |